# Земская почта Ясского уезда
Зе́мская по́чта Я́сского уе́зда — земская почта, организованная земской управой Ясского уезда Бессарабской губернии. Земская почта Ясского уезда существовала с 1879 по 1882 год. В уезде выпускались собственные земские почтовые марки.

## История почты
27 октября 1878 года Ясское земское уездное собрание постановило организовать в уезде земское почтовое отделение. 1 января 1879 года управа назначила на должность земского почтмейстера дворянина Леонида Феону с годовым жалованием 300 рублей и четырёх почтальонов с жалованием по 180 рублей в год. Земскому почтмейстеру было поручено произвести все приготовления к открытию земской почты.
1 февраля 1879 года было открыто почтовое отделение и начата отправка корреспонденции. Принятые почтовые правила предусматривали уплату за пересылку простой корреспонденции, а также объявлений о получении денежной, страховой и посылочной корреспонденции по 5 копеек с лота, за пересылку газет по 2 рубля и за пересылку журналов по 1 рублю 50 копеек в год.
Почта отправлялась из Бельц два раза в неделю по понедельникам и четвергам в северном и южном направлениях. По северному тракту она проходила, охватывая восемь населённых пунктов: Алунишь, Рышкановка, Братушаны, Забрычаны, Варатик, Болотино, Глодяны, Лимбены; по южному — девять населённых пунктов: Фолешты, Калинешты, Скуляны, Унгены, Пырлица, Корнешты, Негурены, Гиличены, Глинжены. Приём и пересылка корреспонденции между населёнными пунктами Бельцы, Фолешты, Скуляны, Пырлица производилась посредством государственной почты и на земских станциях, учреждённых в этих пунктах, не допускалась, однако корреспонденция, направляемая из этих четырёх населённых пунктов в другие, принималась на земской почте и доставлялась по назначению.
27 сентября 1879 года Ясское уездное собрание постановило упразднить земскую почту с 1 октября текущего года, вследствие её убыточности. Однако закрытие земского почтового отделения повлекло за собой значительное ухудшение почтового сообщения в уезде. Уездное собрание отмечало:
…после упразднения почтового отделения для пересылки разного рода корреспонденции и официальных бумаг, большей частью весьма спешных, не терпящие отлагательства, получаются иногда на 10-й и позже день, а иногда и позже от времени посылки; таковое замедление не может не отразиться на правильном ведении земских общественных и правительственных дел, и устранение столь важного неудобства становится настоятельной необходимостью…
25 октября 1880 года земская управа приняла решение вновь открыть земское почтовое отделение «на тех же самых основаниях, которые существовали прежде».
Так как почтовая корреспонденция перевозилась на обывательских лошадях, которые содержались натуральной повинностью поселян, земство посчитало себя не вправе требовать от поселян перевозки частной корреспонденции на обывательских подводах. К тому же, в докладе управы, которой земское собрание заслушало 1 ноября 1881 года, говорилось, что «в материальном положении почтовое отделение убыточно для земства». В связи с этим земское собрание постановило упразднить почтовое отделение для пересылки сельской корреспонденции с 1 января 1882 года. В дальнейшем управа к вопросу о создании или открытии земского почтового отделения не возвращалась.

## Выпуски марок
Марки для земской почты Ясского уезда печатали ручным штампом красной краской на листах бумаги с чёрными линиями, образующими квадраты, куда в дальнейшем наносился рисунок марки. На листе помещалось 98 марок, по 49 штук. Оттиски получались светлыми или тёмными, чёткими или размазанными. На миниатюрах был воспроизведён герб Ясского уезда — лошадиная голова. Марки печатались двух номиналов: 2 и 5 копеек.
Марку номиналом в 2 копейки намечалось использовать, по всей видимости, для пересылки газет. Однако управа предпочла годовой денежный сбор за пересылку газет и журналов, и 2-копеечная марка в обращение не поступила. Её начали продавать коллекционерам после закрытия почты в октябре 1879 года.
После повторного открытия почты в 1880 году, использовались земские марки предыдущего выпуска, а также марки 5-копеечного достоинства голубого цвета, отпечатанные тем же штампом, что и марки первого выпуска.
После закрытия почты в январе 1882 года, управа, по заявкам торговцев и коллекционеров, выпустила множество новоделов на бумаге различного сорта. Первоначально они делались в красках оригиналов, а позднее стали выпускать марки, сильно отличавшиеся по цвету.

## Память
В 1999 году почта Молдавии выпустила почтовую карточку с оригинальной маркой к 120-летию марок Ясской земской почты. На карточке были изображены почтовый дилижанс и почтовые тракты Ясского земства, а на марке — почтовая марка Ясской земской почты номиналом в 2 копейки. Автором идеи дизайна карточки и инициатором её выпуска был исследователь земских почт Бессарабской губернии Владимир Бабич.